# Mako (zespół muzyczny)
Mako – polski duet muzyczny założony w 2021 roku, którego członkami i założycielami są Igor i Maksymilian Kucharscy.

## Członkowie
- Igor Kucharski – kompozytor, producent, autor tekstów (od 2021)
- Maksymilian Kucharski – wokalista, autor tekstów (od 2021)[1][2]

## Historia
Zespół został założony w 2021, jednak pierwszy singel, pt. „Zostałem Zabity”, został ukazany dopiero w 2023 roku. Zespół składa się z dwóch braci Kucharskich, Igora (kompozytora i producenta) oraz Maksymiliana (wokalisty).
Pierwszym albumem, który został wdany przez Mako, jest „Euklides”. Album został udostępniony tylko na platformie YouTube oraz bandcampie. Zespół zyskał na popularności, gdy 2 maja 2023 udostępniono na serwisy streamingowe singel z pierwszej płyty – „Siku Siku Mocz”. Tego samego roku zespół wydał singel, pt. „Bardzo Mała Żaba”, który na dzień 7 listopada 2024 posiada status złotej płyty w Polsce oraz teledysk do utworu zdobył ponad 11 mln wyświetleń. 8 grudnia 2024 zespół wydał swój drugi album studyjny, pt. „Arkadia”, który znalazł się na 11. miejscu polskiej listy sprzedaży OLiS.

## Dyskografia

### Albumy studyjne
| Rok  | Dane dot. albumu | Najwyższa pozycja na liście |
| Rok  | Dane dot. albumu | POL                         |
| ---- | --- | --------------------------- |
| 2023 | Euklides - Wydany: 24 marca 2023 - Wytwórnia: wydanie własne - Formaty: digital download, streaming                             | –                           |
| 2023 | Arkadia - Wydany: 8 grudnia 2023 - Wytwórnia: wydanie własne (za pośrednictwem MUGO) - Formaty: CD, digital download, streaming | 11                          |

### Single
| Rok  | Tytuł                           | Certyfikat          | Sprzedaż       | Album    |
| ---- | ------------------------------- | ------------------- | -------------- | -------- |
| 2023 | „Siku Siku Mocz”                |                     |                | Euklides |
| 2023 | „Bardzo Mała Żaba”              | - ZPAV: złota płyta | - POL: 25 000+ | Arkadia  |
| 2023 | „Bardzo Mała Żaba (Remix)”      |                     |                | –        |
| 2023 | „Puściłem Bąka na Pogrzebie”    |                     |                | Arkadia  |
| 2023 | „Los Capibaras”                 |                     |                | Arkadia  |
| 2023 | „Paczkomat”                     |                     |                | Arkadia  |
| 2023 | „Zgubiłem się w supermarkecie”  |                     |                | Arkadia  |
| 2023 | „Moje nogi śmierdzą”            |                     |                | Arkadia  |
| 2023 | „Mikołaj ukradł mi mamę”        |                     |                | –        |
| 2024 | „Bułka”                         |                     |                | –        |
| 2024 | „Porąbane sny / Supcio”         |                     |                | –        |
| 2024 | „Zapoznaj się z Treścią Ulotki” |                     |                | –        |